# Cremaspora triflora
Cremaspora triflora là một loài thực vật có hoa trong họ Thiến thảo. Loài này được (Thonn.) K.Schum. mô tả khoa học đầu tiên năm 1891.